# Dissolução da Sérvia e Montenegro

República Federal da Iugoslávia (1992-2003) e Sérvia e Montenegro (2003-2006)

A dissolução da Sérvia e Montenegro ocorreu com a declaração formal de independência de Montenegro em 3 de junho de 2006 e a declaração formal de independência da Sérvia em 5 de junho. Isto seguiu-se a um referendo de independência de Montenegro realizado em 21 de maio de 2006. A dissolução encerrou a União Estatal da Sérvia e Montenegro, anteriormente conhecida como República Federal da Iugoslávia. Após a dissolução, a Sérvia declarou-se sucessora legal e política da Sérvia e Montenegro.

## Histórico

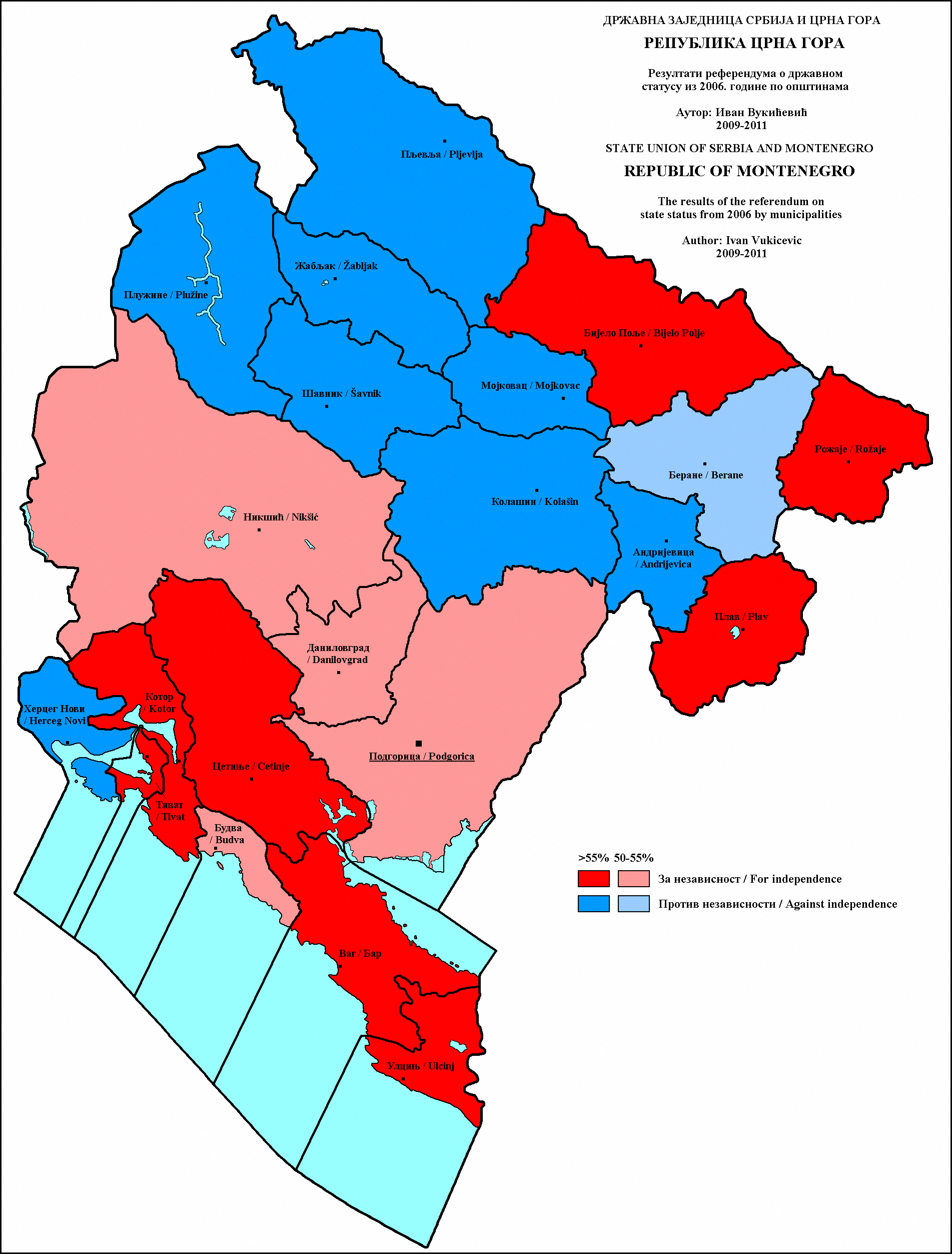
Mapa de Montenegro. Em cor vermelha, os municípios a favor da independência; em azul, a favor de manter a união

O Estado de Montenegro já havia sido independente entre 1878 e 1918 na época conhecido como Reino de Montenegro, após séculos de domínio do Império Otomano. No final da Primeira Guerra Mundial, o pequeno país integrou o Reino da Iugoslávia, e foi a única república que se manteve na República Federal da Iugoslávia depois de 1992, após a dissolução da Iugoslávia durante as guerras iugoslavas que ensanguentaram a península Balcânica na década de 1990.
Após a Guerra do Kosovo e a queda do regime Slobodan Milošević, as relações entre Montenegro e Sérvia pioraram, surgindo as primeiras movimentações no sentido da separação. Sob a pressão da União Europeia (EU), Belgrado e Podgorica constituíram em 2003, a federação Sérvia e Montenegro, uma união mais frouxa do que a federação anterior. Em fevereiro de 2005, Sérvia e Montenegro iniciaram o processo de separação pacífica que culminou no referendo de 21 de Maio, cujos resultados de 55,5% a favor da separação ultrapassaram em meio ponto os 55% fixados pela UE. A União Europeia insistira neste limite para que o resultado fosse aceito e exortou os dois países a realizarem um "divórcio de veludo", numa referência à dissolução da Tchecoslováquia. A questão da independência dividiu profundamente o país: políticos sérvios, líderes da Igreja Ortodoxa e as minorias sérvias em Montenegro se opuseram à separação, mas grande parte dos montenegrinos e albaneses foram favoráveis à independência. A independência de Montenegro significou o desmantelamento definitivo da Iugoslávia.
Montenegro tornou-se no dia 28 de junho de 2006 o 192.º país-membro da ONU (Organização das Nações Unidas), menos de um mês depois de ter proclamado sua independência.
A independência de Montenegro foi imediatamente reconhecida pelos membros da União Europeia, pelos Estados Unidos, pela República Popular da China, pela Rússia e por muitos outros países.